# Atractus obesus
Atractus obesus este o specie de șerpi din genul Atractus, familia Colubridae, descrisă de Marx 1960. Conform Catalogue of Life specia Atractus obesus nu are subspecii cunoscute.